# ヘゲシストラトス
ヘゲシストラトス（古希: Ἡγησίστρατος, Hēgēsistratos, 英: Hegesistratus）は、アケメネス朝ペルシアの将軍マルドニオスに仕えた古代ギリシアの予言者である。ヘーゲーシストラトスとも表記される。
エーリス地方の出身で、古代ギリシアで盛んだった生贄による占いを生業とし、占者の家系であるテリアス家の中でも特に優れた腕を持っていた。彼はスパルタに多大な損害を出させたとして、捕えられて幽閉されたとき、自身の足を切り落すことで脱獄し、テゲアに亡命した。そして傷が癒えて木製の義足を取りつけると、公然とスパルタと敵対した。彼はペルシア戦争のプラタイアの戦いに先立ってマルドニオスに雇われ、アソポス川を渡岸して攻撃せず、守りに入れば吉であると助言した。マルドニオスは最初はヘゲシストラトスの助言に従っていたが最終的にこれを無視した。ただしヘロドトスは彼の託宣はプラタイアの戦いを指すものではなく、イリュリアの侵攻に関するものであったと主張している。のちにザキュントスで占いをしているところをスパルタ人に捕えられ、殺された。